# Astronotus
Astronotus ist eine Gattung großer Buntbarsche aus dem tropischen Südamerika. Der wissenschaftliche Gattungsname bezieht sich auf die hell umrandeten Flecken auf der Oberseite (Gr.: „astron“ = Stern + „notos“ = Rücken). Die drei Arten der Gattung kommen im Amazonasbecken, im Orinoko und im oberen Einzugsbereich von Río Paraná und Río Paraguay vor.

## Merkmale
Astronotus-Arten werden 25 bis 45 Zentimeter lang und besitzen einen länglich-ovalen, seitlich nur mäßig abgeflachten Körper. Das dicklippige Maul steht schräg, der Unterkiefer steht vor. Die Oberlippe überlappt am Mundwinkel den hinteren Rand der Unterlippe. Dieser Lippentypus („African-type“) ist charakteristisch für afrikanische Buntbarsche und für Neuwelt-Buntbarsche (Unterfamilie Cichlinae) ungewöhnlich. In beiden Kiefern sind die vorderen drei oder vier Zahnpaare größer als die zwei, im Unterkiefer auch drei Zahnreihen dahinter. Alle Kieferzähne der äußeren Reihe sind gedrungen und konisch. Das Kiemenskelett ist kompakt, die Kiemenrechen groß und mit zahlreichen Dornen versehen. Rücken- und Afterflosse sind abgerundet und die Basis ihres weichstrahligen Abschnitts ist stark beschuppt. Nur die Bauchflossen sind zugespitzt. Astronotus-Arten haben eine dunkelbraune bis graubraune Grundfarbe.
Astronotus-Arten sind Substratlaicher und bilden eine Vater-Mutter-Familie, bei der das Weibchen die Brutpflege zuerst allein ausübt, während das Männchen das Revier verteidigt.

## Arten
Es gibt drei beschriebene und mindestens drei bisher unbeschriebene Arten:
- Astronotus crassipinnis
- Astronotus mikoljii Lozano et al., 2022
- Pfauenaugenbuntbarsch (Astronotus ocellatus)
- Astronotus sp. “East”
- Astronotus sp. “Jurua”
- Astronotus sp. “Negro”

Einige weitere beschriebene Arten (A. rubroocellatus (Jardine, 1843), A. zebra Pellegrin, 1903) sind mit Astronotus ocellatus synonymisiert worden. Die Artabgrenzung innerhalb der Gattung ist schwierig und beruht auf die Färbung und meristischen (zählbaren) Bestimmungskriterien, die allerdings sehr variabel sind bzw. sich zwischen den Populationen überschneiden.